# Luigi Taverna

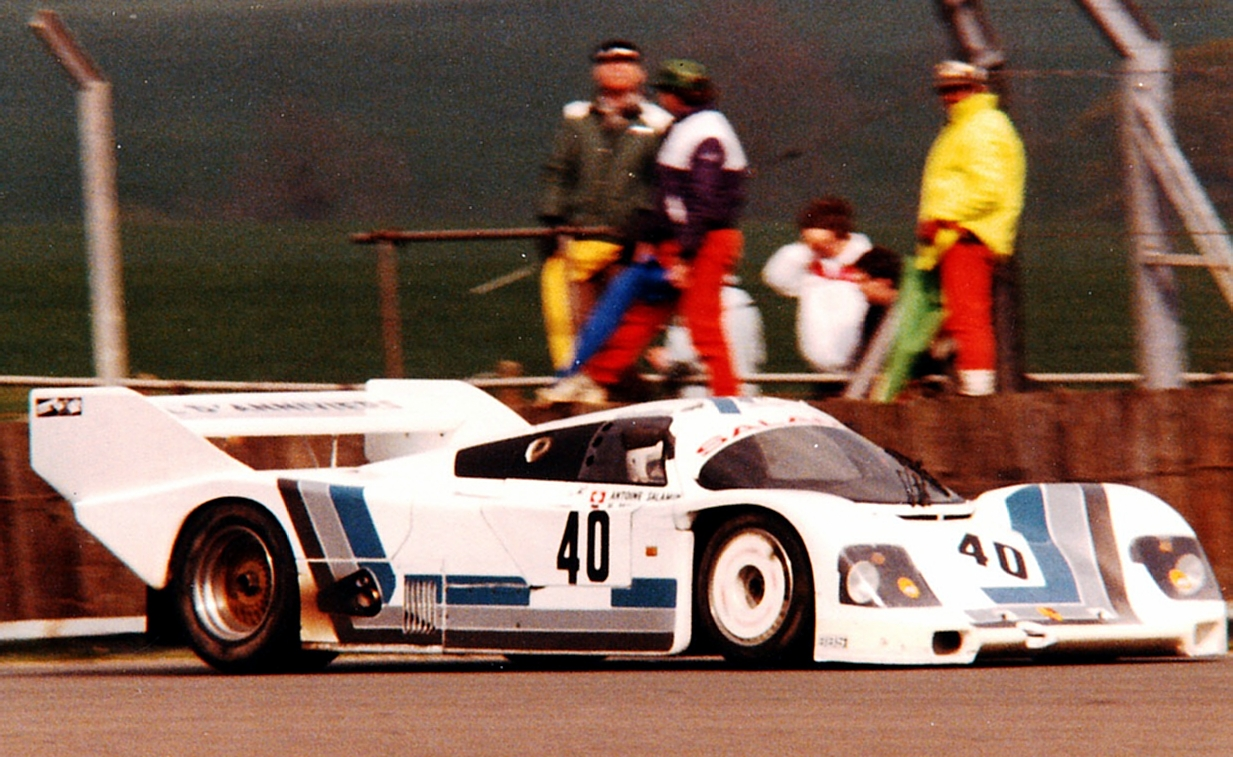
Der Porsche 962C von Antoine Salamin und Luigi Taverna beim 360-km-Rennen von Brünn 1988

Luigi Taverna (* 22. Februar 1949 in Turin) ist ein ehemaliger italienischer Autorennfahrer.

## Karriere als Rennfahrer
Luigi Taverna war in den 1980er- und 1990er-Jahren als Sportwagenpilot erfolgreich. Nur kurz währte davor die Monopostokarriere. Erwähnenswert ist seine Teilnahme an der italienischen Formula 2000 Meisterschaft 1983.
Ab 1985 war Taverna im Touren- und Sportwagensport aktiv. Er startete in der Sportwagen-Weltmeisterschaft und der Tourenwagen-Europameisterschaft. Sechsmal ging er beim 24-Stunden-Rennen von Le Mans ins Rennen. Seine beste und einzige Platzierung im Schlussklassement war der 30. Gesamtrang 1993, herausgefahren mit den Partnern Fabio Magnani und Roberto Ragazzi im Lucchini SP91. Sein größter Erfolg war der Sieg beim 6-Stunden-Rennen von Vallelunga 1992, einem Tourenwagenrennen auf dem Autodromo Vallelunga.

## Statistik

### Le-Mans-Ergebnisse
| Jahr | Team                        | Fahrzeug      | Teamkollege         | Teamkollege     | Platzierung | Ausfallgrund    |
| ---- | --------------------------- | ------------- | ------------------- | --------------- | ----------- | --------------- |
| 1986 | Luigi Taverna Technoracing  | Alba AR3      | Marco Vanoli        | Toni Palma      | Ausfall     | Motorschaden    |
| 1987 | Luigi Taverna Technoracing  | Alba AR3      | Evan Clements       | Patrick Trucco  | Ausfall     | Getriebeschaden |
| 1989 | Chamberlain Engineering     | Spice SE88C   | Fermín Vélez        | Nick Adams      | Ausfall     | Ventilschaden   |
| 1991 | Automobiles Louis Descartes | ALD C91       | Philippe de Henning | Patrick Gonin   | Ausfall     | Getriebeschaden |
| 1992 | Action Formula              | Spice SE90C   | John Sheldon        | Alessandro Gini | Ausfall     | Zündungsschaden |
| 1993 | Sport & Immagine SRL        | Lucchini SP91 | Fabio Magnani       | Roberto Ragazzi | Rang 30     |                 |

### Einzelergebnisse in der Sportwagen-Weltmeisterschaft
| Saison | Team                                     | Rennwagen                            | 1   | 2   | 3   | 4   | 5   | 6   | 7   | 8   | 9   | 10  | 11  |
| ------ | ---------------------------------------- | ------------------------------------ | --- | --- | --- | --- | --- | --- | --- | --- | --- | --- | --- |
| 1985   | Vittorio Coggiola                        | Porsche 935                          | MUG | MON | SIL | LEM | HOK | MOS | SPA | BRH | FUJ | SEL |     |
| 1985   | Vittorio Coggiola                        | Porsche 935                          |     |     |     |     | DNF |     | 20  |     |     |     |     |
| 1986   | Techno Racing                            | Alba AR3                             | MON | SIL | LEM | NÜN | BRH | JER | NÜR | SPA | FUJ |     |     |
| 1986   | Techno Racing                            | Alba AR3                             | DNF |     | DNF |     | 14  |     |     | DNF |     |     |     |
| 1987   | Techno Racing                            | Alba AR3                             | JAR | JER | MON | SIL | LEM | NÜN | BRH | NÜR | SPA | FUJ |     |
| 1987   | Techno Racing                            | Alba AR3                             |     | DNF | DNF |     | DNF |     | DNF |     |     |     |     |
| 1988   | Techno Racing Team Salamin Kelmar Racing | Olmas GLT-200 Porsche 962 Tiga GC288 | JER | JAR | MON | SIL | LEM | BRÜ | BRH | NÜR | SPA | FUJ | SAN |
| 1988   | Techno Racing Team Salamin Kelmar Racing | Olmas GLT-200 Porsche 962 Tiga GC288 |     |     |     | 16  |     | 9   |     |     | 15  |     |     |
| 1989   | Tiga Race Cars Chamberlain Engineering   | Tiga GC289 Spice SE86C               | SUZ | DIJ | JAR | BRH | NÜR | DON | SPA | MEX |     |     |     |
| 1989   | Tiga Race Cars Chamberlain Engineering   | Tiga GC289 Spice SE86C               | DNF | DNF | 19  | 20  | 21  | DNF | DNF |     |     |     |     |
| 1990   | Team Salamin Louis Descartes             | Porsche 962 ALDC289                  | SUZ | MON | SIL | SPA | DIJ | NÜR | DON | MOT | MEX |     |     |
| 1990   | Team Salamin Louis Descartes             | Porsche 962 ALDC289                  |     | 16  |     | 21  | 22  |     |     | DNF |     |     |     |
| 1991   | Louis Descartes                          | ALD C91                              | SUZ | MON | SIL | LEM | NÜR | MAG | MEX | AUT |     |     |     |
| 1991   | Louis Descartes                          | ALD C91                              |     | DNF |     | DNF |     | DNF | DNF |     |     |     |     |
| 1992   | Action Formula                           | Spice SE90C                          | MON | SIL | LEM | DON | SUZ | MAG |     |     |     |     |     |
| 1992   | Action Formula                           | Spice SE90C                          | DNF | DNF | DNF | DNF |     |     |     |     |     |     |     |